# بازسازی (رسانه)
بازسازی، مرمت یا ریمستر (به انگلیسی: Remaster) به تغییر کیفیت صدا و تصویر رسانه ای که از قبل ساخته شده اشاره دارد. اصطلاحات بازسازی دیجیتال (به انگلیسی: digital remastering) و بازسازی‌شده دیجیتالی (به انگلیسی: digitally remastered) نیز استفاده می‌شود.

## انواع رسانه‌ها

### موسیقی
بازسازی موسیقی در سی دی یا نوع دیجیتالی ابتدا با یافتن نسخه اصلی آنالوگ موسیقی شروع می‌شود. مرحله بعدی دیجیتالی کردن آهنگ است تا بتوان آن را با استفاده از رایانه ویرایش کرد.
هنگام بازسازی، مهندسان از ابزارهای نرم‌افزاری مانند محدود کننده (limiter)، اکولایزر (equaliser) و متراکم کننده (compressor) استفاده می‌کنند. متراکم کننده و محدود کننده روش‌هایی جهت کنترل صدای بلند آهنگ هستند.

### فیلم و ویدئو

فیلم رئیس بزرگ: نسخه اورجینال در سمت چپ؛ نسخه بازسازی شده در سمت راست

برای بازسازی دیجیتالی یک فیلم برای پخش در DVD و دیسک بلوری، اپراتورهای ترمیم دیجیتال باید فیلم را فریم به فریم با وضوح حداقل ۲۰۴۸ پیکسل (وضوح 2K) اسکن کنند. برخی از فیلم‌ها با وضوح ۴کی، 6K یا حتی ۸کی اسکن می‌شوند تا برای پخش در دستگاه‌های وضوح بالاتر آماده شوند. اسکن فیلم با وضوح 4K - رزولوشن ۳۰۹۲ در ۴۰۹۶ فقط برای یک فریم کامل فیلم - قبل از انجام هرگونه ویرایش حداقل ۱۲ ترابایت داده تولید می‌کند.
سپس اپراتورهای ترمیم دیجیتال از نرم‌افزارهای تخصصی مانند سیستم ترمیم دیجیتال MTI (DRS) برای حذف خراش و گرد و غبار از فیلم آسیب دیده استفاده می‌کنند. همچنین در این فرایند، رنگی اصلی فیلم باید حفظ شود.
علاوه بر بازسازی تصویر، صدا نیز با استفاده از نرم‌افزاری مانند پرو تولز برای حذف نویز پس زمینه و افزایش حجم دیالوگ بازسازی می‌شود، تا درک و شنیدن صحبت‌های بازیگران آسان‌تر شود. همچنین ممکن است جلوه‌های صوتی نیز به فیلم اضافه یا تقویت شود، یا با اضافه کردن ویژگی صدای فراگیر که باعث می‌شود عناصر موسیقی متن در بین چندین بلندگو پخش شود، تجربه تماشای فیلم را بهتر کند.

### بازی‌های ویدئویی

مقایسه هیلو: نبرد تکامل (چپ) و هیلو: سالگرد نبرد تکامل‌یافته (راست) با گرافیک دوباره طراحی شده. نسخه سالگرد دارای ویژگی‌های بصری قدیمی و جدید با قابلیت تعویض گرافیک است.

بازسازی یک بازی ویدئویی بسیار دشوارتر از بازسازی یک فیلم یا موسیقی است زیرا گرافیک بازی ویدیویی در هر صورت قدیمی بودن آن را نشان می‌دهد. این موضوع می‌تواند عوامل متعددی داشته باشد به ویژه وضوح پایین نمایشگر و موتورهای رندر کمتر پیچیده در زمان انتشار. یک بازی ویدئویی که بازسازی شده، معمولاً دارای محیط و طراحی مطابق با قابلیت‌های یک کنسول قوی تر است اما یک بازی ویدئویی بازسازی شده (Remake) هم این تغییرات اعمال می‌شود اما مدل‌ها هم بازسازی می‌شوند.
نمایشگرهای رایانه ای مدرن و تلویزیون‌های وضوح‌بالا تمایل به نمایش وضوح بالاتری نسبت به نمایشگرها/تلویزیون‌های موجود هنگام انتشار بازی ویدیویی دارند. به همین علت، بازی‌های کلاسیک که بازسازی شده‌اند معمولاً گرافیک خود را با وضوح بالاتر بازنمایی می‌کنند. یک نمونه از بازی‌هایی که گرافیک اصلی آن با وضوح بالاتر بازنشر شده عنوان Hitman HD Trilogy است که شامل دو بازی با گرافیک با وضوح بالا است: هیتمن ۲: قاتل خاموش و هیتمن: قراردادها. هر دو در ابتدا برای رایانه شخصی، پلی‌استیشن ۲ و اکس‌باکس منتشر شدند. رزولوشن اصلی بر روی ایکس باکس 480p بود، در حالی که رزولوشن بازسازی شده در اکس‌باکس ۳۶۰ با رزولوشن ۷۲۰پی نمایش داده می‌شود. در مورد اینکه آیا گرافیک یک بازی قدیمی با وضوح بالاتر، آن را بهتر یا بدتر از آثار هنری اصلی نشان می‌دهد، در مقایسه با رنگ آمیزی فیلم‌های سیاه و سفید، بحث‌هایی وجود دارد.
مهم‌تر از بحث وضوح، قدمت موتور بازی و سادگی مدل‌های اورجینال سه بعدی است. رایانه‌ها و کنسول‌های بازی‌های ویدئویی قدیمی سرعت رندرینگ سه‌بعدی محدودی داشتند، که نیاز به هندسه سه بعدی ساده مثل دست انسان بدون انگشتان فردی داشت، از آن طرف نقشه‌ها ظاهری کاملاً ضخیم و بدون سطوح منحنی هموار داشتند. همچنین رایانه‌های قدیمی دارای حافظه بافت کمتری برای نمایش محیط‌های سه بعدی بودند و به تصاویر بیت مپ (bitmap) با وضوح پایین نیاز داشتند که هنگام مشاهده با وضوح بالا به حالت مات به نظر می‌رسیدند. بسته به قدمت بازی اصلی، اگر دارایی‌های (assets) بازی اورجینال با فناوری جدید برای ریمستر سازگار نباشند، اغلب بازخلق (Remake) یا بازساخت مدل دارایی‌های گرافیکی ضروری است. نمونه ای از بازی‌هایی که گرافیک آن دوباره طراحی شده هیلو: سالگرد نبرد تکامل‌یافته است در حالی که شخصیت اصلی و اطلاعات مراحل دقیقاً مشابه هیلو: نبرد تکامل است.